# Mission Control
Mission Control（前身のExposé（エクスポゼ）は、Mac OS X v10.3(Panther)より導入）はMac OS X Lionにて導入された、デスクトップ上のウィンドウを一時的に整列する機能のこと。
Mission ControlはExposé、Spacesの機能を統合した機能である。
他のウィンドウシステムでもウィンドウの並べ替えや最大・最小化といった機能は存在するが、Exposéではウィンドウが縮小表示されて一覧できる点や、モードの終了後にウィンドウが元の位置に戻る点が異なる。

## 機能の概要
Mission Controlには3つの整列モードがある。設定を変更することでカーソルを画面の角に持っていくことで発動させるようにしたり、マウスのボタンによって動作するようにできる。
1. 全ウィンドウ整列。動作中の全てのウィンドウが画面上に並べられる。デフォルトでは（⌃ Control+↑）キーに対応[2]。Exposéでは実行中にTabキーを押すと、「アプリケーションウィンドウ整列」に切り替わる。
2. アプリケーションウィンドウ整列。前面のアプリケーションが管理するウィンドウが、画面上に並べられる（Exposéでは他のアプリケーションのウィンドウは薄暗く表示される）。デフォルトでは（⌃ Control+↓）キーに対応[3]。
3. デスクトップ表示。全てのウィンドウが画面外に退避してデスクトップの全面表示になる。デフォルトではF11キーに対応。

全ウィンドウ整列とアプリケーションウィンドウ整列では、ウィンドウが適当な大きさに縮小されて、画面内に全てが収まるように調整される（この時ウィンドウが縮小表示されることになるが、Mac OS X v10.5までは元のウィンドウ同士の大きさの比率を損なわないようになっている。Mac OS X v10.6以降は元のウィンドウ同士の大きさの比率は無視されタイル状に整列されて表示される）。配置は、重心の位置などから自然な配置が計算される。その後特定のウィンドウをクリックするとそれが前面に出現し、ウィンドウが元の位置に戻される。
非常に派手な機能であるにもかかわらず、動作は極めて高速で、Quartz Extreme対象外のG3マシンでも快適に機能する。これはMac OS Xのウィンドウサーバの構造が、個々のウィンドウの描画内容を独立に計算した後、結果の集計を画面上に合成するという構造を取っているがゆえに、等倍表示であれ縮小表示であれ、負荷に大きな違いがないためである。
Mac OS X v10.4(Tiger)では、Dashboardが搭載されていたが、2019年に削除された。